# Crenulaspidiotus greeneri
Crenulaspidiotus greeneri är en insektsart som beskrevs av Miller och Davidson 1981. Crenulaspidiotus greeneri ingår i släktet Crenulaspidiotus och familjen pansarsköldlöss. Inga underarter finns listade i Catalogue of Life.